# Magners League 2008/09
Die Saison 2008/09 der Magners League, der von irischen, walisischen und schottischen Rugby-Teams gemeinsam ausgetragenen Meisterschaft, begann am 5. September 2008. Die Saison umfasste 18 Spieltage (je eine Vor- und Rückrunde) und dauerte bis zum 17. Mai 2009. Bereits zwei Spieltage vor Schluss stand Munster als Meister fest.

## Tabelle
M = Amtierender Meister
|     | Team                  | Spiele | Siege | Unent. | Ndlg. | Spiel- punkte | Diff. | Bonus- punkte | Tabellen- punkte |
| --- | --------------------- | ------ | ----- | ------ | ----- | ------------- | ----- | ------------- | ---------------- |
| 01. | Munster Rugby         | 18     | 14    | 0      | 4     | 405:257       | + 148 | 7             | 63               |
| 02. | Edinburgh Rugby       | 18     | 11    | 0      | 7     | 416:296       | + 120 | 11            | 55               |
| 03. | Leinster Rugby (M)    | 18     | 11    | 1      | 6     | 401:270       | + 131 | 6             | 52               |
| 04. | Ospreys               | 18     | 11    | 0      | 7     | 397:319       | + 78  | 8             | 52               |
| 05. | Scarlets              | 18     | 9     | 0      | 9     | 376:395       | - 19  | 4             | 40               |
| 06. | Cardiff Blues         | 18     | 8     | 1      | 9     | 322:361       | - 39  | 4             | 38               |
| 07. | Glasgow Warriors      | 18     | 7     | 0      | 11    | 349:375       | - 26  | 9             | 37               |
| 08. | Ulster Rugby          | 18     | 7     | 0      | 11    | 298:331       | - 33  | 8             | 36               |
| 09. | Newport Gwent Dragons | 18     | 7     | 0      | 11    | 305:429       | - 124 | 5             | 34               |
| 10. | Connacht Rugby        | 18     | 4     | 0      | 14    | 224:460       | - 236 | 4             | 20               |

Die Punkte werden wie folgt verteilt:
- 4 Punkte bei einem Sieg
- 2 Punkte bei einem Unentschieden
- 0 Punkte bei einer Niederlage (vor möglichen Bonuspunkten)
- 1 Bonuspunkt für vier oder mehr Versuche, unabhängig vom Endstand
- 1 Bonuspunkt bei einer Niederlage mit sieben oder weniger Punkten Unterschied

## Statistik

### Meiste erzielte Versuche
|   | Name        | Versuche | Spiele | Verein           |
| - | ----------- | -------- | ------ | ---------------- |
| 1 | Thom Evans  | 9        | 14     | Glasgow Warriors |
| 2 | Keith Earls | 8        | 14     | Munster Rugby    |
| 2 | Fionn Carr  | 7        | 16     | Connacht Rugby   |

### Meiste erzielte Punkte
|   | Name             | Punkte | Spiele | Verein           |
| - | ---------------- | ------ | ------ | ---------------- |
| 1 | Felipe Contepomi | 161    | 14     | Leinster Rugby   |
| 1 | James Hook       | 161    | 14     | Ospreys          |
| 3 | Chris Paterson   | 159    | 14     | Edinburgh Rugby  |
| 4 | Ian Keatley      | 124    | 17     | Connacht Rugby   |
| 5 | Dan Parks        | 117    | 14     | Glasgow Warriors |